# Rasbora hubbsi
Rasbora hubbsi är en fiskart som beskrevs av Brittan, 1954. Rasbora hubbsi ingår i släktet Rasbora och familjen karpfiskar. Inga underarter finns listade i Catalogue of Life.